# دخن
الدُّخن
 أو الجاوَرْس أو البشنة (بالمغربية: إيلان، وبالليبية: قصب، وبالتونسية: درع)، كلمة تطلق على حبوب بعض الأنواع النباتية من أجناس تنتمي إلى الفصيلة النجيلية هي الثمام (باللاتينية: Panicum spp.) والثيوم (باللاتينية: Pennisetum spp.) وذيل الثعلب (باللاتينية: Setaria spp.)، ويضم كل منها عدداً من الأنواع.
ينتج حبوباً دقيقةً جداً. ينبت خاصة في المناطق الجافة في قارتي إفريقيا وآسيا. ومن أنواعه الثيوم الأغبر (بالإنجليزية: Pearl Millet).

## الاستخدامات
تتعدد استخدامات الدخن وهي كالتالي:
- يتغذى الإنسان على حبوب الدخن، ويعتبر غذاء رئيسيا في المناطق الجافة من إفريقيا؛ حيث تُطْهَى الحبوب كالأرز أو طحنها كالقمح ويسمى الخبز الناتج منه بخبز الفقراء وأيضاً في مناطق غرب أفريقيا يطهى طحين الدخن ويسمى بالعصيدة ويؤكل مع عدة أنواع من المأكولات.
- يستعمل في أفريقيا في صناعة البيرة.
- تغذية الدواجن والحيوانات على الحبوب.
- يستخدم المجموع الخضري للنبات كعلف للحيوانات ويعطى من 2-3 حشات.
- يستخدم القش بعد الحصول على الحبوب في تغذية الحيوانات.

## أنواع الدخن

### الدخن اللؤلؤي أوالثيوم الأغبر:(بالإنجليزية:Pearl Millet)
يطلق عليه دخن التيفا "Cattail Millet" أو دخن الشمعة "(بالإنجليزية: Candle Millet)" وأسمه العلمي (باللاتينية: Pennisetum americanum)، وهو مناسب للزراعة في الأراضي الفقيرة في العناصر الغذائية ومحدودة الرطوبة، كما أنه يُزرع بشكل أساسي لرعي الماشية، وينمو هذا النبات حتى ارتفاع 4.6م وبذوره تشبه سنبلة طويلة ضيقة.

### دخنذيل الثعلب الإيطالي:(بالإنجليزية:Foxtail Millet)
يطلق عليه دخن التبن "(بالإنجليزية: Hay Millet)" واسمه العلمي (باللاتينية: Setaria (Chaetochloa) italica)""، يزرع من أجل التبن وبذوره مستدقة ويصل طوله إلى 1.5م، ويأتي ثانياً في الترتيب بعد الدخن اللؤلؤي.

### دخن بروسو: "Proso Millet"
يطلق عليه اسم دخن الخنزير "Hog Millet" أو دخن هيرشي "Hershey Millet"واسمه العلمي "(باللاتينية: Panicum miliaceum)"، ويستخدم كغذاء للمواشي والطيور وتُؤكل بذوره المقشورة مطبوخة، ودقيقه يُستعمل كبديل لدقيق الأرز كما أن طوله يصل إلى 30-60 سم.

### دخن الإصبع: "Finger Millet"
اسمه العلمي (باللاتينية: Eleusine coracana)، يعتبر من حبوب الغذاء الهامة في جنوب آسيا.

### الدخن الصغير: "Little Millet"
يطلق عليه اسم الثمام السوداني أو الدخن السوداني واسمه العلمي "(باللاتينية: Panicum miliane)"، وهو محصول غذائي هام في الهند.

### الدخن بني القمة: "(بالإنجليزية:Browntop Millet)"
اسمه العلمي "(باللاتينية: Panicum ramosum)"، ينمو في جنوب غرب الولايات المتحدة الأمريكية لعمل التبن والمرعى ولتغذية الطيور.

## أصناف الدخن
يمكن تقسيم أصناف الدخن حسب طول الفترة اللازمة لنضجها إلى:
دخن مبكر: وفيه تمتد حياة النبات إلى"60-90" يوم.
دخن متأخر النضج: وفيه تمتد حياة النبات حتى البلوغ إلى"130-150" يوم.
وفي مصر يوجد ثلاثة أصناف وهي كالتالي:
البلدي:
يمتاز هذا الصنف بقوة النمو وغزارة التفريع ويتراوح ارتفاعه من "8-10" أقدام، كما أن حبوبه صغيرة صفراء شاحبة في أحد نصفيها وزرقاء رمادية في النصف الآخر.
السوداني:
ويمتاز هذا الصنف بقصر نباتاته إذ يتراوح ارتفاعه من "3-5" أقدام، حبوبه صفراء وحجمها أكبر من حبوب الصنف البلدي كما أنه يتأخر في التزهير عن الصنف البلدي.
شندويل 1:
وهو صنف حديث اُسْتُنْبِط من قسم بحوث محاصيل العلف بمركز البحوث الزراعية في مصر. أما في أمريكا، فقد تمكن العلماء من الحصول على صنف "Mitlex" وهو صنف هجين عالي المحصول ولقد ثبت نجاحه تحت ظروف الزراعة المصرية.
الدخنابير:
هو صنف هجين عالي المحصول والجودة وهو ناتج من تهجين علف الفيل المعمر مع نبات الدخن الحولي.

## الإنتاج
يبلغ الإنتاج العالمي من هذه الحبوب 28 مليون طن، أي ما يساوي 1.5 % من مجموع إنتاج الحبوب، 95% منها من قارتي أفريقيا وآسيا. وتتصدر الهند البلدان المنتجة بحوالي 8 ملايين طن تليها نيجيريا بستة ملايين ثم النيجر بمليونين ونصف فالصين بمليونين ومائتي ألف طن، وبوركينا فاسو وروسيا بأكثر قليلا من مليون طن، ثم يأتي السودان بإنتاج يبلغ حوالي 800 ألف طن سنويا، حيث يمثل الدخن بجانب القمح الغذاء الرئيسي لكثير من أهل السودان ويعطى من 2-3 حشات من العلف الأخضر إذا زُرع كمحصول علف وتكون أعلى حشة هي الأولى من حيث كمية المحصول والأعلى في البروتين والأقل في الألياف وتقل في الحشة الثانية والثالثة وتكون الحشة الأولى بعد 60 يوم والثانية بعد 45 يوم من الحشة الأولى والثالثة بعد 30 يوم من الحشة الثالثة.
الدخن غذاء حيوي ينصح به للأطفال وكبار السن أو الأشخاص في حالة نقاهة.

## طرق الزراعة
هناك عدة طرق لزراعة محصول الدخن وهي الزراعة العفير والزراعة الحراتي والزراعة بالتحميل:

### عفير تسطير
وهي الطريقة المفضلة وتُحْرَث فيها الأرض ثم تزحيفها ثم تقسم إلى شرائح ثم توضع البذور بواسطة آلة التسطير على أبعاد 20سم بين السطور ثم تروى. وتُتّبع هذه الطريقة في الأراضي الرملية.

### عفير في خطوط في جور
وفي هذه الطريقة تحرث الأرض ثم تزحف ثم يتم تخطيطها بمعدل 13خط في القصبتين ثم تقسم الأرض إلى شرائح بواسطة القني والبتون ثم تقسم الشرائح إلى دواويل بواسطة الأربطة ثم توضع التقاوي على الخطوط في جور على أبعاد 20سم ثم تغطى وتروى. وتتبع هذه الطريقة في الأراضي العادية وليس الرملية.

### عفير بدار
تحرث الأرض ثم تزحف وتقسم إلى شرائح بواسطة القني والبتون ثم تقسم هذه الشرائح إلى أحواض بواسطة البتون العرضية ثم تبذر التقاوي وتروى. وتتبع هذه الطريقة في الأراضي الرملية. لا تفضل هذه الطريقة نظراً لصغر أحجام الحبوب ومنها:
حراتي تلقيط:
تروى الأرض وتوضع أو تُلقط الحبوب خلف المحراث عند حرث الأرض حينما يحين استحراثها ثم تزحف الأرض وتقسم إلى أحواض وينبغي مراعاة عدم تعميق الحرث حتى لا تستقر الحبوب بعيداً عن سطح الأرض.
تزرع بعض المحاصيل البقولية مثل الجلبان تحميلا على الدخن مما يؤدي ذلك إلى زيادة كمية محصول العلف وارتفاع القيمة الغذائية للعلف والدريس.